# 克劳斯·希普罗夫斯基
克劳斯·希普罗夫斯基（德語：Claus Schiprowski，1942年12月27日—），德国男子田径运动员。他曾代表西德参加1968年夏季奥林匹克运动会田径比赛，获得男子撑竿跳高银牌。